# Rajons de Rēzekne
Le rajons de Rēzekne se situait au sud-est de la Lettonie dans la région du Latgale. Les rajons ont été supprimés par la réforme administrative de 2009.

## Population
Au recensement de l'an 2000, le district avait 43 090 habitants, dont :
- Lettons : 24 528 personnes, soit 56,92 %.
- Russes : 16 786 personnes, soit 38,96 %.
- Polonais :    553 personnes, soit 1,28 %.
- Biélorusses :    550 personnes, soit 1,28 %.
- Ukrainiens :    341 personnes, soit 0,79 %.
- Lituaniens :     77 personnes, soit 0,18 %.
- Autres :    255 personnes, soit 0,59 %.

Les populations russe et polonaises sont, historiquement, très présente dans le district et sont majoritaires dans la ville de Rēzekne, qui bénéficie d'une autonomie interne comme ville républicaine. Les autres populations sont allogènes.
Le terme Autres inclut notamment des ressortissants issus de l'ex-URSS (Estoniens, Moldaves...), ainsi que des Rroms.

## Subdivisions

### Pilseta
- Rēzekne
- Viļāni